# Kristian Blystad

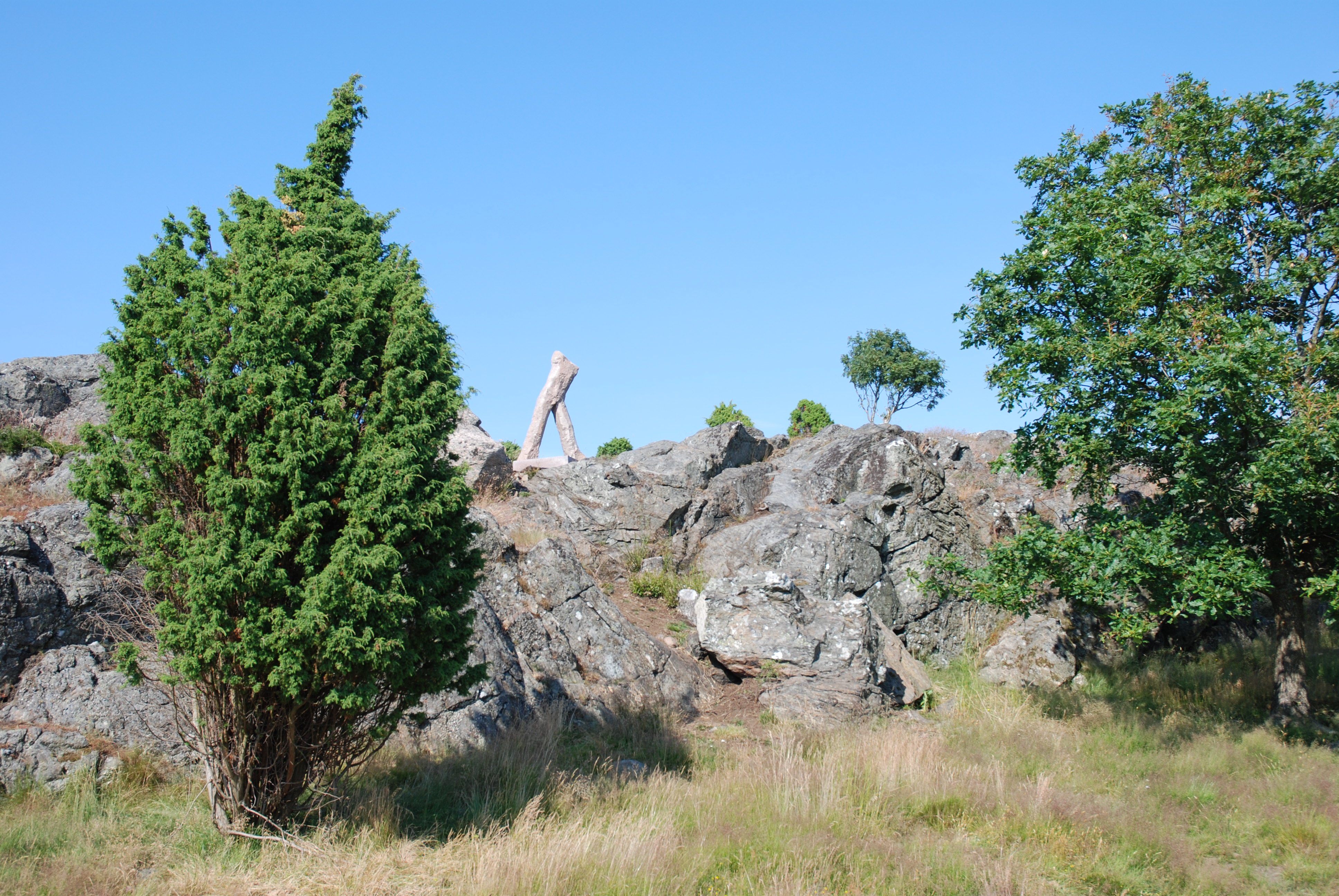
Gående i Skulptur i Pilane.

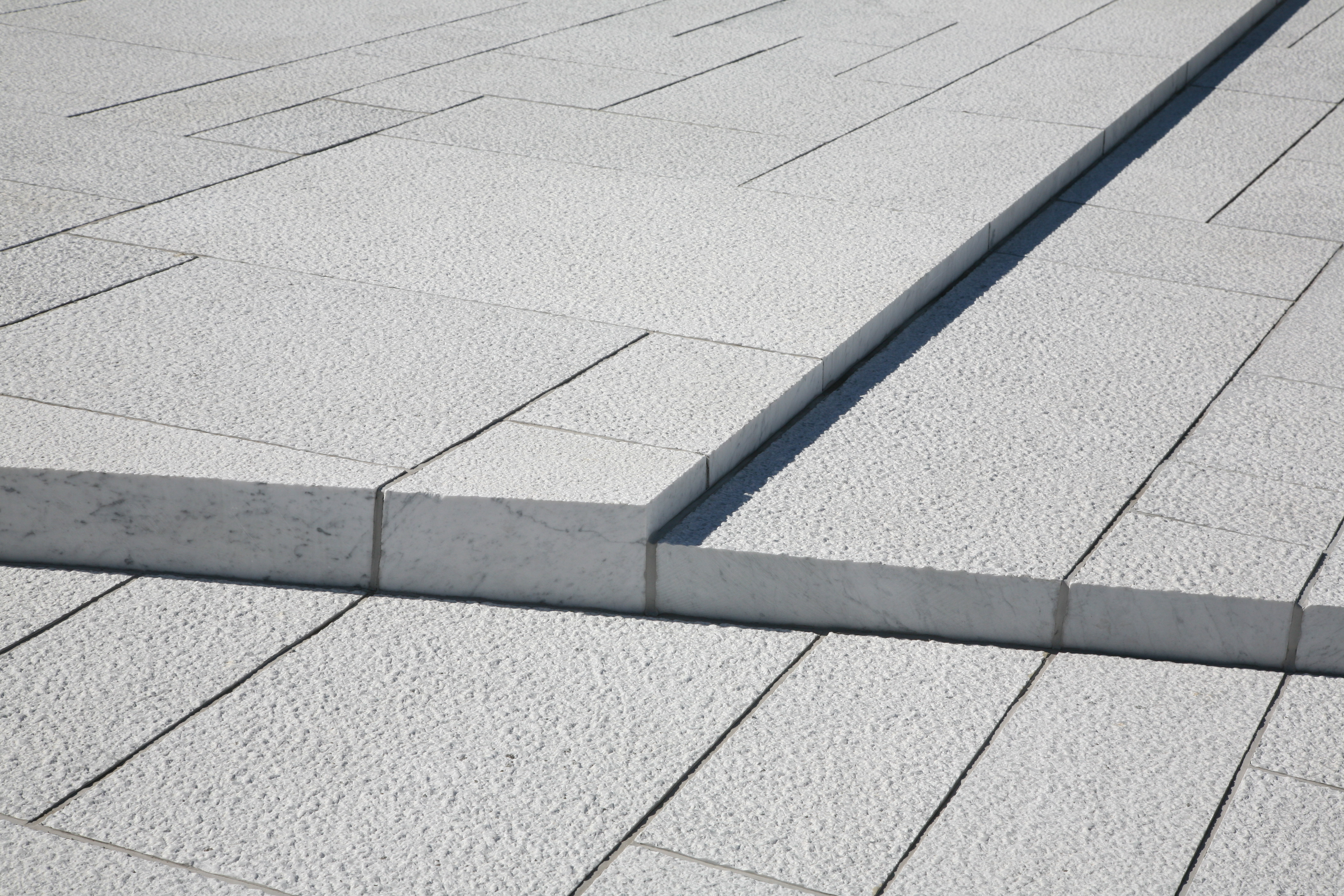
Detalj av marmortaket på Operahuset i Oslo.

Kristian Blystad, född 18 mars 1946 i Bergen, är en norsk skulptör.
Kristian Blystad utbildade sig i grafik vid Bergens Kunsthåndverkskole 1966-68, Studieatelieret i Bergen 1970 och vid Statens Kunstakademi i Oslo 1972-76 under bland annat Per Palle Storm.
Kristian Blystad arbetar framför allt med sten, men även trä och brons. Han är bosatt i Skjeberg i Östfold.

## Offentliga verk i urval
- Kronos (1987), fontän i Kreditkassens tidigare huvudkontor i Majorstuen i Oslo
- staty av politikern Wilhelm F. K. Christie (1989), framför Stortinget i Oslo
- Stenen (1990), tingsrätten i Sandviken
- Veivokteren Norsk Veimuseum i Hunderfossen
- Seilerkongen (1993), staty av Olav V på ön Hankø i Fredrikstad kommun
- Lekende hest (1993), diabas, skulpturparken vid Kistefosmuseet i Jevnaker
- Natt (1994), Loddefjord i Bergen
- Troll og krakk (1994), Kunsthåndverkskolen i Bergen
- staty av Olav H. Hauge (1995), Ulvik
- Friskväderskvinnan (1995), Göteborg
- Gående (2007), bohusgranit, Pilane
- Stenvägg i Biblioteket i Alexandria (tillsammans med Jorunn Sannes)
- Takutformning, Operahuset i Oslo (tillsammans med Jorunn Sannes og Kalle Grude]
- Helhetsgestaltning av Saltkällans rastplats vid E6:an i Munkedal (2009), tillsammans med landskapsarkitekten Henrik Undeland